# Harry Sjögren Aktiebolag
Harry Sjögren Aktiebolag är ett svenskt fastighetsbolag som specialiserar sig på att förvalta och utveckla kommersiella fastigheter och är verksam i Storgöteborg (inklusive Alingsås, Borås, Halmstad, Härryda, Kungsbacka, Lerum, Mölndal och Partille). Fastighetsbolaget har fastigheter med en sammanlagd area på omkring 601 000 kvadratmeter (m2) och till ett värde av nästan 5,7 miljarder SEK.
Bolaget grundades 1947 av Harry Sjögren och ägs till 100% av Castellum Aktiebolag.